# Tomás de Almeida (sobrinho)
D. Tomás de Almeida (20 de Setembro de 1706 — 27 de Fevereiro de 1786), também referido como o Principal Almeida, foi um prelado português que exerceu os cargos de Principal Decano da Santa Igreja Patriarcal de Lisboa, e de primeiro Director-Geral dos Estudos.

## Biografia
D. Tomás de Almeida era filho de D. Luís de Almeida Portugal, 3.º Conde de Avintes e sua mulher, D. Joana Antónia de Lima, e, por conseguinte, sobrinho e homónimo de D. Tomás de Almeida, 1.º Cardeal-Patriarca de Lisboa.
Frequentou, na juventude, Humanidades no Colégio de Santo Antão de Lisboa, e ingressou no curso de filosofia na Universidade de Évora a partir de 1721-22 (possivelmente na qualidade de Alumnus et Convictor do Real Colégio da Purificação). Frequenta ainda a Universidade de Coimbra, enquanto porcionista do Real Colégio de São Paulo de Coimbra. Licencia-se em Teologia, em Coimbra, a 16 de Julho de 1731, e faz o Doutoramento a 29 desse mês e ano.
Tornou-se cónego presbítero da Igreja Patriarcal de Lisboa a 4 de Dezembro de 1738, tendo antes já servido como Abade de Santa Comba de Chacim, e Deputado do Santo Ofício. Entretanto, a 31 de Agosto de 1741, o Papa Clemente XII substituiu os títulos das antigas Dignidades e dos Cónegos de Lisboa, pelo de Principais da Santa Igreja de Lisboa, passando estes a trajar de forma semelhante à de cardeais.
Aquando da Reforma dos Estudos Menores, levada a cabo pelo Conde de Oeiras (mais tarde elevado ao título de Marquês de Pombal), em 1759, é criado o cargo de Director-Geral dos Estudos, objecto de nomeação régia e na dependência directa do rei, com a incumbência de orientar e fiscalizar o ensino preparatório que dava acesso aos
Estudos Superiores. D. Tomás de Almeida torna-se o seu primeiro titular por decreto de 6 de Julho de 1759, desempenhando o cargo durante doze anos, até 1771. Os seus relatórios revelam a sua plena integração no movimento cultural europeu: o Principal Almeida salienta insistentemente as lacunas no ensino, que não ficaram preenchidas após a saída dos Jesuítas e o encerramento das escolas inacianas em 7 de Fevereiro de 1759.
D. Tomás de Almeida faleceu em Lisboa, a 27 de Fevereiro de 1786. As suas exéquias fúnebres celebraram-se, "com a maior solemnidade e pompa", a 15 de Março de 1786, tendo assistido o Marquês de Lavradio (seu sobrinho) e demais parentes, e "grande numero de pessoas authorizadas"; recitou uma oração o padre paulino Fr. João Jacinto. Os seus restos mortais encontram-se sepultados na nave da Igreja de São Pedro de Alcântara, no Bairro Alto, em Lisboa.